# ジェシカ・ジョセフ
ジェシカ・ジョセフ（Jessica Joseph、1982年3月31日 - ）は、アメリカ合衆国ミシガン州オークランド郡出身の女性フィギュアスケートアイスダンス選手。1998年長野オリンピックアイスダンスアメリカ代表。1998年世界ジュニア選手権チャンピオン。パートナーはチャールズ・バトラーとブランドン・フォーサイス。

## 経歴
ブルームフィールドヒルズに生まれ、4歳のころにスケートを始めた。のちにチャールズ・バトラーとカップルを結成し、1995-1996年シーズンの世界ジュニア選手権に初出場。
1997-1998年シーズンには創設されたばかりのISUジュニアグランプリに参戦して2大会で優勝を果たす。同シーズンの世界ジュニア選手権で優勝を飾った。1998年、全米選手権のシニアクラスに出場して2位となり、長野オリンピックと1998年世界選手権アメリカ代表に選出された。しかし、長野オリンピックでは21位、世界選手権ではフリーダンスに進めず25位に終わる。同シーズンをもってチャールズ・バトラーとのカップルは解散。
2000年、ブランドン・フォーサイスと新たにカップルを結成し、2001年全米選手権で表彰台に上るなどしたが、2001-2002年シーズンをもって解散。のちに引退。

## 主な戦績
- 1997-98までチャールズ・バトラーとのカップル。
- 2000-01以降はブランドン・フォーサイスとのカップル。

| 大会/年            | 1995-96 | 1996-97 | 1997-98 | 1998-99 | 1999-00 | 2000-01 | 2001-02 |
| ------------------ | ------- | ------- | ------- | ------- | ------- | ------- | ------- |
| オリンピック       |         |         | 21      |         |         |         |         |
| 世界選手権         |         |         | 25      |         |         |         |         |
| 四大陸選手権       |         |         |         |         |         | 5       |         |
| 全米選手権         |         |         | 2       |         |         | 3       | 5       |
| GPスケートアメリカ |         |         |         |         |         |         | 8       |
| GPNHK杯            |         |         |         |         |         |         | 8       |
| 世界Jr.選手権      | 10      | 6       | 1       |         |         |         |         |
| JGPハンガリー杯    |         |         | 1       |         |         |         |         |
| JGPウクライナ記念  |         |         | 1       |         |         |         |         |